# Абу Ташуфін III
Абу Ташуфін III (араб. أبو تاشفين الثالث; д/н — 1470) — 21-й султан Держави Заянідів в 1470 році.

## Життєпис
Син султана Абу Абдаллаха III. Про нього відомостей обмаль. після смерті батька у квітні 1470 року посів трон. Втім панував за різними відомостями від 40 днів до 4 місяців. був повалений братом Абу Абдаллахом Мухаммадом.